# 34e Groupe-brigade du Canada
Le 34e Groupe-brigade du Canada (34e GBC) est un groupe-brigade de la Première réserve de la 2e Division du Canada de l'Armée canadienne des Forces armées canadiennes. Il a un effectif total d'environ 2 000 militaires à temps partiel et il comprend 15 unités au Québec. Son quartier général est situé à Longueuil au Québec.

## Structure
Le 34e Groupe-brigade du Canada fait partie de la 2e Division du Canada et il comprend 15 unités dont neuf sont situées sur l'île de Montréal. L'effectif total du groupe-brigade est d'environ 2 000 militaires . Le quartier général du groupe-brigade est situé à Montréal au Québec.

### Unités
| Unité                                                   | Emplacement                                                | Type                   |
| ------------------------------------------------------- | ---------------------------------------------------------- | ---------------------- |
| The Royal Canadian Hussars (Montreal)                   | Montréal                                                   | Cavalerie (blindés)    |
| Le Régiment de Hull                                     | Gatineau                                                   | Cavalerie (blindés)    |
| 2e Régiment d'artillerie de campagne                    | Montréal                                                   | Artillerie de campagne |
| 34e Régiment du génie de combat                         | Montréal                                                   | Génie de combat        |
| 9e Escadron du génie du 34e Régiment du génie de combat | Rouyn-Noranda                                              | Génie de combat        |
| The Canadian Grenadier Guards                           | Montréal                                                   | Infanterie             |
| The Black Watch (Royal Highland Regiment) of Canada     | Montréal                                                   | Infanterie             |
| 4e Bataillon Royal 22e Régiment (Châteauguay)           | Laval                                                      | Infanterie             |
| 6e Bataillon Royal 22e Régiment                         | Saint-Hyacinthe, Drummondville et Saint-Jean-sur-Richelieu | Infanterie             |
| Fusiliers Mont-Royal                                    | Montréal                                                   | Infanterie             |
| Le Régiment de Maisonneuve                              | Montréal                                                   | Infanterie             |
| The Royal Montreal Regiment                             | Montréal                                                   | Infanterie             |
| 34e Bataillon des services du Canada                    | Longueuil                                                  | Logistique             |
| 34e Régiment des transmissions                          | Montréal                                                   | Communications         |